# Kampersingel
De Kampersingel en Kampervest zijn twee tegenover elkaar liggende, door een gelijknamige singelgracht gescheiden, straten in de Noord-Hollandse stad Haarlem. 
Het woord 'kamp' in de Kampersingel en Kampervest, is afgeleid van het woord 'campkijn (kampje)'. Dit waren stukken omheind land in onbebouwd landelijk gebied. Op de plek van het gebied dat nu bekend staat als de Kamp, lag vroeger een onbeschermd buitendijks oevergebied, dat bij de getijdenwisseling onderliep en droogviel. In dit gebied lagen deze campkijnen, waaraan de huidige buurt en straten hun naam te danken hebben. 
De singel begint aan de zuidrand van de Haarlemse binnenstad bij de Kleine Houtbrug, waar de Gasthuissingel ophoudt. Bij deze brug stond tot 1873 de Kleine Houtpoort, die de Spanjaarden in de Tachtigjarige Oorlog volgens de overlevering uit ontzag meden bij het Beleg van Haarlem in 1517 vanwege de imposante uitstraling. De Kampersingel loopt tot aan het Spaarne, waarin het water uitmondt bij de Langebrug. Direct tegenover de monding liggen de Lieve Vrouwe Gracht en de Burgwal.
De singel heeft tijdens zijn bestaan verschillende namen gedragen. Toen in de tweede helft van de 14de eeuw de stad moest uitbreiden werd er een nieuwe verdedigingslinie aangelegd, met onder andere de Zuidgracht, die de functie overnam van de Oude Gracht. Later kreeg deze gracht ook de naam Stadsbuitensingel. Vandaag de dag is deze singel opgedeeld in de Raamsingel, Gasthuissingel en Kampersingel aan de zuidzijde van de gracht, met de Raamvest, Gasthuisvest en Kampervest aan de noordzijde.  